# Grubowarg syjamski
Grubowarg syjamski (Crossocheilus oblongus) – gatunek słodkowodnej ryby z rodziny karpiowatych (Cyprinidae), w żargonie akwarystów zwany „kosiarką”, z powodu upodobań pokarmowych – żywi się glonami. Dlatego jest chętnie hodowana w akwariach. Jej naukowa nazwa wielokrotnie ulegała zmianie.

## Taksonomia
Pozycja taksonomiczna ryby, opisywanej pod nazwą grubowarga syjamskiego, przez długi czas pozostawała nieustalona. W polskojęzycznej literaturze akwarystycznej opisana została jako Crossocheilus siamensis(Smith, 1931). Większość systematyków uznała tę nazwę za synonim Crossocheilus oblongus.

## Występowanie
Azja Południowo-Wschodnia – głównie w wodach Indonezji i Tajlandii.

## Wygląd
Ryba jest srebrzysto-biała z przebiegającym wzdłuż ciała czarnym pasem. W odróżnieniu od mylonej często z kosiarką podobnej ryby z rodzaju Epalzeorhynchos (tzw. fałszywa kosiarka), pas nie kończy się u nasady płetwy ogonowej. Płetwy są przezroczyste.
Wielkość: samiec i samica dorastają do 12 cm.
Żyją do dziesięciu lat.

## Hodowla
Ryba stadna, powinna przebywać w grupie kilku osobników tego samego gatunku. Z uwagi na rozmiary jakie może osiągnąć, zbiornik hodowlany powinien być duży (> 100 l) i długi, najlepiej gęsto zarośnięty roślinami. Jest to ryba szybka i zwinna. Akwarium musi pozostawać przykryte, gdyż ryba może wyskoczyć, czując niebezpieczeństwo. Temperatura wody powinna mieć 22–26 °C, pH od 5,5 do 8,0 (zalecane 6,5–7,0).
Młode osobniki znane są ze zjadania glonów z rodzaju Compsopogon (z gromady krasnorostów) – długie, ciemnozielone, pędzlowate „brody” rosnące zwłaszcza na roślinach w miejscach silniejszego przepływu wody, dorosłe równie chętnie jedzą pokarm roślinny i zwierzęcy.
Rozród:
Ryba jajorodna. Rozród jest bardzo rzadki w warunkach akwariowych. Z tego powodu odławia i rozmnaża się je w Tajlandii z użyciem hormonów.